# Леваши (Гомельская область)
Леваши (бел. Левашы) — агрогородок в Заспенском сельсовете Речицкого района Гомельской области Беларуси.

## География

### Расположение
В 24 км на юго-восток от районного центра и железнодорожной станции Речица (на линии Гомель — Калинковичи), 55 км от Гомеля.

### Гидрография
На реке Днепр.

## Транспортная сеть
Рядом автодорога Лоев — Речица. Планировка состоит из чуть изогнутой улицы, близкой к меридиональной ориентации. Застройка двусторонняя, деревянная, усадебного типа, неплотная. В 1987 году построено 50 кирпичных домов коттеджного типа, в которых разместились переселенцы из загрязнённых радиацией мест в результате катастрофы на Чернобыльской АЭС.

## История
Обнаруженные археологами городища милоградской культуры (в урочище Городок), поселение 1-го тысячелетия н. э. и курганный могильник (150 насыпей эпохи Киевской Руси) свидетельствуют о заселении этих мест с давних времён. Это подтверждают и найденные во время раскопок вещи быта, украшения и арабские монеты X века. По письменным источникам известна с XVI века как деревня Левашевичи, на тракте Бобруйск — Чернигов, в Речицком повете Минского воеводства Великого княжества Литовского. В 1511 году во владении князя Можайского. Под 1525 и 1527 годы упоминается в переписке великого князя Василия III и короля Сигизмунда I Старого по вопросам пограничных споров.
После 2-го раздела Речи Посполитой (1793 год) в составе Российской империи. В 1834 году водяная мельница и паромная переправа через Днепр, почтовая станция (8 коней) на тракте Якимова Слобода — Чернигов. В 1850 году в Заспенской волости Речицкого уезда Минской губернии. В 1879 году обозначена в Заспенском церковном приходе. Согласно переписи 1897 года действовали школа грамоты, хлебозапасный магазин, магазин, трактир.
С 8 декабря 1926 года до 30 декабря 1927 года центр Левашовского сельсовета Речицкого района Гомельского округа. В 1930 году организован колхоз. Во время Великой Отечественной войны в 1943 году оккупанты частично сожгли деревню и убили 17 жителей. В боях за её освобождение в ноябре 1943 года погибли 148 советских солдат (похоронены в братской могиле в центре). 89 жителей погибли на фронте. Согласно переписи 1959 года центр колхоза «50 лет Октября». Расположены 9-летняя школа, Дом культуры, библиотека, магазин, фельдшерско-акушерский пункт, детский сад, отделение связи.
В состав Левашовского сельсовета до середины 1930-х годов входил хутор Уборки (не существует).

## Население

### Численность
- 2004 год — 175 хозяйств, 502 жителя.

### Динамика
- 1834 год — 49 дворов.
- 1850 год — 51 двор, 314 жителей.
- 1897 год — 86 дворов, 459 жителей (согласно переписи).
- 1908 год — 104 двора, 813 жителей.
- 1959 год — 546 жителей (согласно переписи).
- 2004 год — 175 хозяйств, 502 жителя.